# André Elbaz
André Elbaz, né le 26 avril 1934 à El Jadida, Maroc, est un peintre et réalisateur franco-canadien d’origine marocaine.

## Biographie
André Elbaz, naît le 26 avril 1934 à El Jadida. Troisième enfant d’une fratrie de sept, son père, Elie Elbaz est l’un des premiers photographes marocains.
Il étudie à l'école d'art graphique de Rabat tout en suivant des cours de théâtre à l'école de théâtre de la ville. Il commence à expérimenter le collage en réalisant des affiches pour sa troupe de théâtre, Mazagan, à El Jadida. Après un voyage en France en 1955, il retourne à Paris en 1957 et intègre l'École des Beaux-Arts où il reste jusqu'en 1961.
Il ne commence à peindre qu'à l'âge de 21 ans, alors que jusqu'à cet âge il s'était surtout intéressé au théâtre. Quelques années plus tard, il réussit à conjuguer ses deux passions dans une nouvelle approche de l'art-thérapie, inventant avec sa femme psychiatre, le Pictodrame, qui lui apporte une reconnaissance mondiale.
En 2002 il décide de détruire une grande partie de son œuvre puis entreprend de les ré-assembler dans une série dite « L’Exécution de l’œuvre ».
Parallèlement à sa carrière de peintre, il est également connu comme réalisateur. Il a produit plusieurs courts métrages en France, au Canada et aux États-Unis.

## Expositions
- 1961 : Casablanca, première exposition, qui connaît un grand succès. Elle lui vaut une nomination comme professeur à l'école des Beaux-Arts de Casablanca.
- 1976 : musée de Tel Aviv-Jaffa
- 2010 : Villa des arts de Casablanca et Villa des arts de Rabat, rétrospective composée de 250 œuvres[2]
- 2013 : Madrid[4]
- 2019 : Narbonne, une exposition intitulée Retrospective[3].